# Kanton Adelebsen
Der Kanton Adelebsen bestand von 1807 bis 1813 im Distrikt Göttingen (Departement der Leine, Königreich Westphalen) und wurde durch das Königliche Decret vom 24. Dezember 1807 gebildet. Der Kanton war von den Umstruktierungen des Distrikts zur endgültigen Festsetzung des Zustands der Gemeinden im Departement der Leine vom 16. Juni 1809 kaum betroffen. Der Ort Offensen kam hinzu und die Gemeinden wurden in der unten stehenden Form konstituiert.

## Gemeinden
- Flecken Adelebsen und Stegemühle
- Barterode, Erbsen, Güntersen, Lödingsen, Wibbecke, Eberhausen und Fehrlingsen

ab 1809
- Flecken Adelebsen und Stegemühle
- Barterode
- Güntersen
- Eberhausen und Papiermühle
- Erbsen und Wibbecke
- Lödingsen und Fehrlingsen
- Offensen (neu)